# Colorer
Colorer — библиотека подсветки синтаксиса исходных текстов программ в текстовом редакторе.
Поддерживает подсветку текста большого количества языков программирования.
Кроме выполнения основной функции (подсветки текста), может отображать список функций, которые объявлены в тексте программы, и осуществлять быстрый переход по тексту к этим функциям. Также позволяет искать и строить списки функций и структур. Автор библиотеки — Игорь Русских (англ. Igor Russkih).
Colorer написан на C++, что позволяет использовать его на любой платформе (UNIX/win32/mac).
Для хранения правил подсветки используется собственный XML-формат HRC (Highlighting Resource Codes).
Существуют плагины для поддержки библиотеки в программах Eclipse (EclipseColorer v.0.9.5.), FAR Manager, Midnight Commander и других. В некоторые редакторы Colorer встроен по умолчанию (например в Bred).